# Carukiidae
Famille
Les Carukiidae sont une famille de cuboméduses de l'ordre Carybdeida.

## Liste des genres
Selon World Register of Marine Species (23 janvier 2021) :
- genre Carukia Southcott, 1967
- genre Gerongia Gershwin & Alderslade, 2005
- genre Malo Gershwin, 2005
- genre Morbakka Gershwin, 2008

## Publication originale
- (en) Bastian Bentlage, Paulyn Cartwright, Angel A Yanagihara, Cheryl Lewis, Gemma S. Richards et Allen G Collins, « Evolution of box jellyfish (Cnidaria: Cubozoa), a group of highly toxic invertebrates », Proceedings of the Royal Society B, Royal Society, vol. 277, no 1680,‎ 7 février 2010, p. 493-501 (ISSN 0962-8452 et 1471-2954, PMID 19923131, PMCID 2842657, DOI 10.1098/RSPB.2009.1707, lire en ligne).